# Before I Forget
"Before I Forget" é um single da banda americana Slipknot, lançado em 2004. A canção é incluída no álbum Vol. 3: (The Subliminal Verses). Venceu o Grammy Award para melhor desempenho de metal em 2006, o primeiro da banda.

## Letra e composição
O riff da canção é baseado em uma canção chamada "Carve" que foi incluída no álbum não lançado "Crowz". Dentro dos últimos 18 segundos, um Código Morse que diz "Slipknot" pode ser ouvido.

## Videoclipe
O vídeo de Before I Forget mostra os membros do Slipknot tocando a música desmascarados e vestidos com roupas casuais (todos com camisas pretas). O vídeo faz uso de técnicas de câmera estratégicas nas quais os rostos dos membros nunca são totalmente mostrados, para manter a banda no anonimato. Suas máscaras são mostradas penduradas ou jogadas no chão.

## Vencedor do Grammy
Depois de ser nomeada 6 vezes, a banda ganhou o Grammy de 2006 pela Melhor Performance de Metal. Foi a segunda faixa do álbum, que foi nomeada para um Grammy. "Vermilion" foi indicada em 2005 para o mesmo prêmio, mas não ganhou.

## Faixas
| N.º | Título                                     | Duração |  |
| 1.  | "Before I Forget (single mix)"             | 3:37    |  |
| 2.  | "Before I Forget (full-length single mix)" | 4:23    |  |

## Videogames
- É uma master track do jogo de 2007 Guitar Hero III: Legends Of Rock
- É uma master track do jogo Rock Band 3
- Aparece na trilha sonora no jogo para Playstation 3, MotorStorm
- Aparece na entrada dos jogadores do Pittsburgh Pirates